# 俄克拉荷馬州蓋洛德家庭紀念體育場
俄克拉荷馬州蓋洛德家庭紀念體育場（Gaylord Family Oklahoma Memorial Stadium），也被稱為奧文球場（Owen Field）或草原上的宮殿（The Palace on the Prairie），是位於美國俄克拉荷馬州諾曼市的俄克拉荷馬大學校園內的美式足球體育場，是俄克拉荷馬州捷足者隊的主場。該體育場在2019年賽季開始前進行翻新，官方座位容量為80,126，使其成為美國第15大大學體育場以及东南联盟第九大體育場。
這座體育場是一個碗形設施，長軸朝北/南，北端和南端均已封閉。南端自2015-2016年賽季休賽期以來開始封閉而進行160百萬美元翻新工程。觀眾席位於南端區和東側的南部區域。學生席位於東側看台，圍繞著350名成員的奧克拉荷馬驕傲樂隊，該樂隊位於第29區，位於20碼線和35碼線之間。捷足者隊的替補席曾經位於東側與學生一起，但主場替補席在1990年代中期移至西側。

## 歷史
體育場的第一場比賽是在1923年舉行，當時捷足者隊以62比7戰勝圣路易斯华盛顿大学。最初座位由東側約500個座位的看台區域組成，第一個永久座位直到1925年才建成，當時在場地的西側建造16,000個座位，對應於目前設施西側看台的下層。新體育場被命名為「俄克拉荷馬州紀念體育場」，以紀念在第一次世界大戰中喪生的大学生和人員。該設施的建造成本約為293,000美元，而教練班尼·奧文（Bennie Owen）本人也幫助籌集資金。為了紀念奧文，場地在1920年代被命名為奧文球場，整個體育場長期以來被稱為奧文球場，但實際上場地和體育場是兩個不同的地方擁有兩個不同的名稱。
有兩個主要原因解釋為什麼體育場最初並不是像密西根體育場或玫瑰碗那樣完全封閉的「碗」。首先體育場南端的座位後面有三個戶外足球練習場，如果體育場的南端完全封閉，這將限制對這些練習場的進入。其次，任何封閉設計都會迫使與練習場共享外場的棒球場在1982年之前必須大幅縮短其左外野線。
在1929年，東側增加更多永久座位。1949年，體育場的北端被封閉，場地的高度降低六英尺，取消圍繞場地的跑道，而在1957年增加的南端看台使容量達到接近61,836名觀眾 。1970年，人造草取代天然草坪。1975年，增設西側上層看台，設有休息室和新的新聞發布室，總容量達到71,187名觀眾，成本約為570萬美元 。1980年，改善南端區的座位，包括新的教練辦公室和訓練設施。
直到1980年代，NCAA對於第一級大學美式足球比賽的電視合約有著嚴格的控制，與目前電視上大量美式足球比賽相比，每週只有兩場（在少數情況下，三場）大學美式足球比賽被轉播，且比賽的時間表在賽季開始前已經確定。NCAA認為，轉播比賽會影響觀眾出席率，而更多的電視比賽所造成的門票收入損失，將會超過透過電視合約所能獲得的收益。
在1981年秋季，俄克拉荷馬大學和喬治亞大學在奧克拉荷馬市的聯邦法院起訴NCAA。在這起代表大學美式足球協會成員的集體訴訟中，這兩所學校指控NCAA與ABC、NBC和CBS的合約違反休曼法案，因為這些合約阻止每所大學在公開市場上銷售其產品。法院在1982年支持這些學校的主張，並宣告NCAA的電視合約無效。然而這項裁決被NCAA上訴，最終由美国最高法院審理（NCAA訴俄克拉荷馬大學董事會，468 U.S. 85 (1984)）。最高法院維持原審判決，確認NCAA的電視計劃確實違反休曼法案和克萊頓反壟斷法。不到兩年後，捷足者隊和其他NCAA第一级别分区的球隊每個賽季在電視上播放七到十場比賽。這對捷足者隊和奧文球場來說都帶來新的問題。
當時，奧文球場並沒有足夠的永久性人造照明來進行夜間的電視廣播，這意味著未轉播的主場比賽必須在早上或下午早些時候開始，以便在天黑之前完成，因為租用一套可攜式燈光的成本對於一場無法賺取足夠收入來支付這些燈光的比賽來說太高。對於所有轉播的比賽，租用卡車上的可攜式燈光——但租賃成本削減大學的收入，通常四到五輛可攜式燈光卡車會在校園內停留數周，以準備下一場轉播的比賽。真正的夜間比賽在諾曼進行是比例困難，因為需要大量的可攜式照明來充分照亮球場，以便觀眾能夠看到球員，更不用說電視所需的光線。在1982年之前，大學知道哪些比賽會被轉播，並可以提前幾個月計劃租用所需的照明設備。隨著對NCAA的法庭案件成功結果，更多下午晚間比賽在諾曼安排，並且電視時間表在賽季中發生變化，這需要大型可移動燈車在校園內佔用空間，準備下一場轉播比賽。直到1997年，四個角落安裝永久性的電視燈，並且新南端區的視頻記分板取代過時的主記分板。
到1999年，這座75年的體育場已經顯露出年久失修的跡象，對體育場的最後一次重大升級是在1975年建造的新聞發布室。奧克拉荷馬大學建築學院曾位於西看台和北端區，直到1990年其他設施可用為止。東看台下方仍然是原始的泥土地板，走進學生和訪客的座位區時，路面雜亂且多塵。洗手間老舊且不足；外牆油漆剝落，座位下方的區域（特別是東側）昏暗且散發著灰塵的氣味。
捷足者隊在2000年賽季贏得BCS全國冠軍。由於足球隊的成功，大學開始收到的本科生申請數量超過其能夠容納的數量。除了其他校園改善措施，例如更多和更好的學生宿舍外，體育場的翻新和擴建計劃亦加速進度，以便在2003年賽季開始前準備就緒。
在2002年，體育場內的每一個座位都被更換，北端區的計分板也被拆除以準備更換。從2003年到2004年，視頻和音頻系統被完全更換，並在兩個端區安裝新的視頻計分板。西側長期以來被忽視，除了1975年建造的新聞發布室外，現在也進行洗手間和小吃攤的改善。最重要的是位於東看台東側的一條街道被改動，以便建造一個上層看台，提供2,500個座位和27個套房，這使體育場的容量增加到83,469人。

## 外部連結
- 官方 McClendon 中心資訊頁
- 俄克拉荷馬大學西部歷史收藏 – 紀念體育場和奧文球場的照片，從1929年至今 （页面存档备份，存于）
- Google 3D Warehouse 地理參考模型 （页面存档备份，存于） 紀念體育場的 SketchUp 和/或 Google地球 在 SketchUp
- 俄克拉荷馬之聲與巴里·斯威澤的訪談。 於2009年8月17日進行的第一人稱訪談，與巴里·斯威澤進行。原始音頻和文字記錄存檔於 俄克拉荷馬之聲口述歷史項目。